# Сураж (Білорусь)
Су́раж (біл. Сураж) — селище міського типу Вітебської області Білорусі, у Вітебському районі. Населення селища становить 1,1 тис. осіб (2006).

## Історія
В середині ХІ століття на мисі високого правого берега Західної Двіни поблизу впадіння до неї річки Касплі було закладено опорний пункт.